# HE 1327-2326

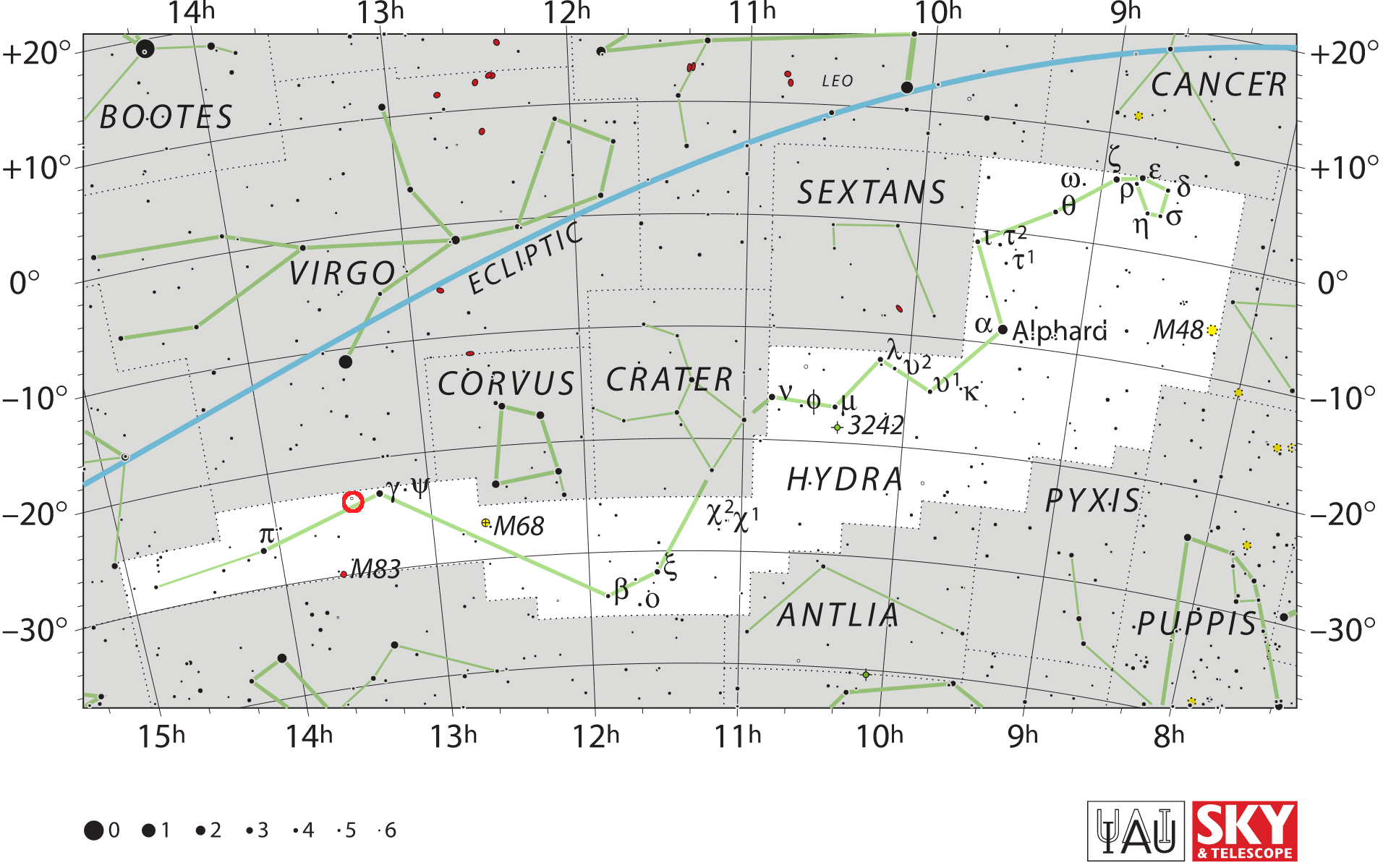
يوجد النجم HE1327-2326 في الحلقة الحمراء في كوكبة الشجاع.

HE 1327-2326 هو نجم يحتوي على الكربون ويُرى في كوكبة الشجاع. اكتشفها أنا فريبيل في 2005.
كان هذا النجم الذي يحتوي على أقل محتوى معروف من الحديد حتى اكتشاف النجم SMSS J031300.36-670839.3 في عام 2014. تم اكتشاف HE1327-2326 في عام 2005 من قبل عالمة الفلك "آنا فريبيل" [2] وفريقها أثناء مسح هامبورغ / ESO للنجوم الفقيرة بالمعادن في مرصد سايدنج سبرينغ.
ينتمي النجم HE1327-2326 إلى نجوم الجيل II وقد نشأ في وقت احتوى فيه الكون على معادن أقل بكثير ( باستثناء الهيدروجين والهيليوم) مقارنةً باليوم.
معدنيتها تبلغ −5.6 فقط . ومحتوى الحديد فيه يبلغ 1/400000 فقط بالنسبة لوجوده في الشمس. ويبلغ محتواه من الكربون حوالي 10٪ من محتوى الشمس.
في عام 2019 ، تمكنت فريبيل وزملاؤها  أيضًا من تعيين محتوى مرتفعا نسبيًا من الزنك يبلغ حوالي 80 % من محتوى الحديد. قدم هذا دليلاً على أن الجيل الأول من النجوم (جمهرة النجوم III) ، والتي وفقًا لحسابات نموذج المستعر الأعظم ، يمكن أن تحتوي فقط على مثل هذا المحتوى العالي من الزنك إذا كان المستعر الأعظم قد انفجر بشكل غير متناظر مع نفاثات توزع العناصر الثقيلة في المجرة المحيطة.
تبنى عز الدين وآخرون في عام 2019 أن تخصيب HE 1327-2326 كان نتيجة انفجار نجم مستعر أعظم شبه كروي ، لنجم كبير من جمهرة النجوم III تبلغ كتلته 25 كتلة شمسية M☉ مما أثرى وسط بين نجمي عبر فقد الكتلة من خلال نفاثات ثنائية القطب. <اسم المرجع = "ezze" />

## روابط خارجية
- HE 1327-2326 على موقع ويكي سكاي: DSS2, SDSS, GALEX, IRAS, Hydrogen α, X-Ray, Astrophoto, Sky Map, Articles and images